# Géta-fennsík

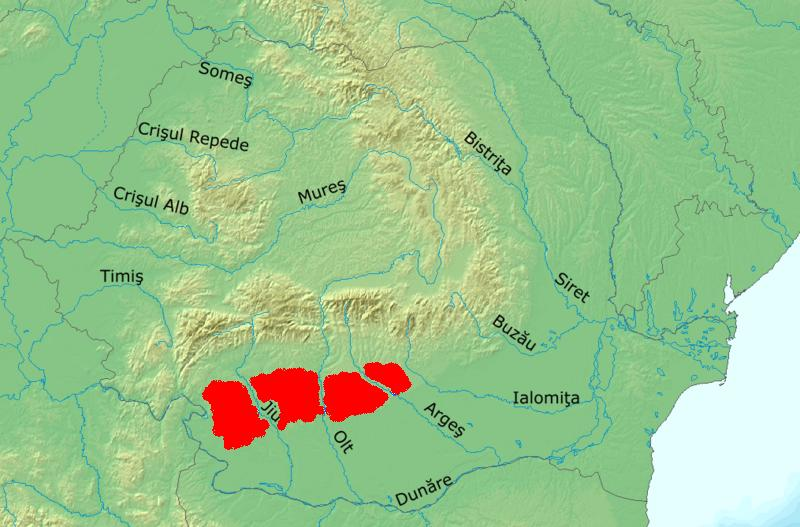
A Géta-fennsík elhelyezkedése

A Géta-fennsík vagy Géta-hátság (románul Podișul Getic vagy Piemontul Getic) dombvidék Romániában. Területe körülbelül 13.950 négyzetkilométer, ami az ország nagyjából 5,9 százalékát teszi ki. A hátság a Szubkárpátok és a Román-alföld közötti átmenet. Első teljes körű földrajzi leírását Vintilă M. Mihăilescu készítette el 1945-ben a „Piemontul Getic” című könyvében.

## Elhelyezkedése
A Déli-Kárpátok, a Géta-Szubkárpátok valamint a Mehéd-fennsík határolja északon, nyugaton és délen a Román-alföld, keleten pedig a Kárpátkanyar-Szubkárpátok valamint a Román-alföld fogja közre.
Párhuzamos völgyekkel szabdalt, erdőkkel borított gerinceinek tengerszint feletti magassága 600 és 200 méter között van, alacsonyabbak, mint a Géta-Szubkárpátok.

## Jellemzői
A homok- és kavicsrétegekből felépült fennsíkot a folyók és a patakok hozták létre a neozoikum során, azt követően, hogy a Moesiai-tenger visszahúzódott délkeleti irányba. A kialakuló folyóvizek itt rakták le hordalékukat, miután kiléptek a Kárpátok hegyei közül, ennek is köszönhető, hogy az északi részei magasabbak (600 m) a délkeleti területeihez képest, melyek tengerszint feletti magassága alig éri el a 200-300 métert. Legmagasabb részei a Közép-argyasi-dombságon vannak, ahol 770 m magas területeket is találunk.
A talaj felső részei az idők folyamán lerakódott homok, kavics, lösz és pala rétegekből állnak, melyekbe a folyók kisebb-nagyobb mélyedéseket, szakadékokat vájtak, nem ritkák a földcsuszamlások sem, főleg az északi területeken.
A fennsíkon számos folyó vagy patak halad keresztül, melyek a Kárpátokból erednek és a Duna vízgyűjtőterületéhez tartoznak, jelentősebbek a Zsil, az Olt, az Argeș, a Dâmbovița, az Argeșel, az Olteț, a Gilort és a Motru folyók.
A terület gazdag altalajkincsekben, főleg szénben és kőolajban.
A homokos talajnak köszönhetően a Géta-fennsík jelentős bortermelő vidéknek számít, főképp Drăgășani és Pitești városok térségében.

## Alegységei
A folyóknak köszönhető tagozódottsága miatt, a fennsík a következő részekre osztható fel, keletről nyugat felé:
1. Argyasi hegyalji dombságok (Dealurile piemontane argeșene)
- Cândești-dombság (Piemontul Cândești) - a Dâmbovița és az Argeșel folyók között (745 m).
- Közép-argyasi-dombság (Gruiurile Argeșului) - az Argeș és az Argeșel folyók között (772 m).
- Cotmeana-dombság (Piemontul Cotmeana) - az Argeș és az Olt között.

2. Olténiai hegyalji dombságok (Dealurile piemontane ale Olteniei)
- Kis-Olt-menti-dombság (Piemontul Oltețului) - az Olt a Zsil és a Gilort között.

Alegységei: Amaradia-dombság (Dealurile Amaradiei) és a Drăgășani-dombság (Dealurile Drăgășanilor)
- Zsílmelléki-dombság (Gruiurile Jiului) - a Motru és a Gilort folyók között.
- Motru-dombság (Piemontul Motrului) - a Motru, a Coșuștea és a Hușnița folyók között.

Alegységei: Coșuștea-dombság (Piemontul Coșustei) és a Bălăcițai-dombság (Piemontul Bălăciței)

## Külső hivatkozások
- Románia földrajza
- Földrajzi Kislexikon - Dr. Tulogdi János, Kriterion Könyvkiadó, Bukarest, 1976
- A kárpát- pannon térség tájtagolódása
- unibuc.ro Podisul Getic